# Waterstoniella fiorii
Waterstoniella fiorii är en stekelart som beskrevs av Grandi 1923. Waterstoniella fiorii ingår i släktet Waterstoniella och familjen fikonsteklar. Inga underarter finns listade i Catalogue of Life.